# Princípios de Geologia
Princípios de Geologia ou Principles of Geology é um livro escrito por Charles Lyell. Nele existe uma tentativa para explicar as mudanças passadas na superfície da Terra, tendo em conta as causas em actuação actualmente.
A obra foi publicada em três volumes, de 1830 a 1833, e estabeleceu as credenciais de Lyel como geólogo teórico e popularizou a doutrina do uniformitarismo, primeiramente sugerida por James Hutton.  
O argumento central da obra é o de que o presente é a chave para o passado: os registos geológicos do passado distante podem e devem ser explicados com referência a processos geológicos presentemente em operação e como tal directamente observáveis. A interpretação das mudanças geológicas por Lyell como acumulação constante de mínimas mudanças ao longo de um tempo extenso foi também um tema central na obra, sendo também uma grande influência no jovem Charles Darwin, que recebeu o volume 1 de Robert FitzRoy, capitão do HMS Beagle, pouco tempo antes da segunda viagem do HMS Beagle. Na primeira paragem na costa da Ilha de Santiago, Darwin encontrou formações rochosas que vistas sob a perspectiva de Lyell deram-lhe discernimento revolucionário sobre a história geológica da ilha, aplicado depois em todas as suas viagens. Na estadia na América do Sul, Darwin recebeu o volumo 2, que rejeitava a ideia de evolução orgânica, propondo centro de criação para explicar a diversidade e territórios das espécies. As ideias de Darwin rapidamente se moveram para além disto, mas em geologia ele era um discípulo de Lyell, tendo enviado para a origem, extensas evidências e teorizando dando suporte ao uniformitarismo de Lyell, incluindo ideias sobre a formação de atóis.